# سيرجي رومانو
سيرجي رومانو (بالفرنسية: Serge Romano)‏ (25 مايو 1964 بمتز في فرنسا - ) هو مدرب كرة قدم ولاعب كرة قدم فرنسي في مركز الدفاع. لعب مع نادي تروا ونادي تولوز ونادي مارتيغ ونادي ميتز ووولفرهامبتون واندررز.

## وصلات خارجية
- سيرجي رومانو على موقع قاعدة بيانات كرة القدم.إي يو (الإنجليزية)
- سيرجي رومانو على موقع Soccerbase.com (لاعب) (الإنجليزية)
- سيرجي رومانو على موقع Soccerway.com (الإنجليزية)
- سيرجي رومانو على موقع عالم كرة القدم.نت (الإنجليزية)